# Dama Ibérica
Dama Ibérica es el nombre que recibe una escultura del artista Manolo Valdés inaugurada en 2007 en la intersección de la avenida de las Cortes Valencianas con la calle la Safor en el distrito valenciano de Benicalap (Comunidad Valenciana, España). El monumento es un homenaje a la Dama de Elche, mide 18 m de alto y está formado por más de 20 000 pequeñas piezas en azul cobalto.

## Características
La escultura se sitúa en una peana central de hormigón sobre una fuente de agua de dos niveles; el resto de la base está cubierto por un tapiz vegetal. Con 18  de altura, el monumento está compuesto por unas 22 000 figuras de 20 cm a escala de la propia Dama Ibérica colocadas sobre una estructura metálica. Manuel Martín fue el encargado de elaborar las estatuillas de gres porcelánico. Manolo Valdés escogió el azul cobalto como inspiración de las cúpulas de las iglesias de la ciudad. La obra está iluminada por veinte focos y dieciocho proyectores bajo la lámina de agua.
Durante su proceso de construcción surgieron ciertos problemas, como la orientación del busto y las pruebas con una estructura de dimensiones grandes. En su instalación se tuvo en consideración un posible túnel subterráneo bajo la avenida, por lo que se redimensionó la imagen y se colocaron pivotes veinte metros bajo la superficie para no comprometer la escultura.

## Financiación e inauguración
El proyecto comenzó el 8 de febrero de 2002 con la firma de un acuerdo entre el Ayuntamiento de Valencia, el autor de la obra,  y las empresas Rosal S.L y Vallehermoso. Tuvo un presupuesto inicial de 1.9 millones de euros, que terminó ascendiendo hasta los 2.4 millones. Mientras que las promotoras asumieron los costes del estudio geotécnico, la construcción, su colocación en la rotonda y los trabajos de cerámica, el ayuntamiento se encargó de los costes de la instalación eléctrica, agua y luz, aceras y ajardinamiento, además de ocuparse del mantenimiento.
La obra fue inaugurada el 12 de febrero de 2007 por el autor, Manolo Valdés, y la entonces alcaldesa de Valencia, Rita Barberá. El monumento fue donado por el artista, que declaró que le recordaba a una «esfinge egipcia» y que «espera que lo disfruten». La alcaldesa comentó que se trataba de una «expresión de un nuevo lenguaje plástico».